# Nyctibora acaciana
Nyctibora acaciana es una especie de cucaracha del género Nyctibora, familia Ectobiidae. Fue descrita científicamente por Rothen  2003.
Habita en Costa Rica.